# Gabriel Álvarez de Toledo
Gabriel Álvarez de Toledo y Pellicer de Tovar (Sevilha, 15 de março de 1662 - Madrid, 17 de janeiro de 1714) foi um poeta, historiador e teólogo espanhol. Foi um verdadeiro humanista, interessado na filosofia e filologia. Conhecia as línguas clássicas, semíticas e várias línguas modernas, como francês, italiano e alemâo. Foi bibliotecario mayor del rey e membro da Secretaría de Estado. Pertenceu a Ordem de Santiago y foi um dos fundadores da Real Academia Espanhola. Na sua vida distinguem-se dois períodos, um profano e outro religioso. Suas obras poéticas apareceram depois da sua morte em Madrid em 1744.

## Principais obras
- 1713, Historia de la Iglesia y del mundo, desde su creación al diluvio.
- 1744, Obras pósthumas poéticas, con la Burromaquia.

## Ligaçoes externas
- Afectos de un moribundo hablando con Christo cruzificado. Sevilla, 1701